# 夏生大湖
夏生 大湖（なつき おみ、2001年4月5日 - ）は、日本の俳優。大分県出身。フォスター所属。

## 略歴
2021年、第34回『ジュノン・スーパーボーイ・コンテスト』に応募し明色美顔ボーイ賞受賞。
2022年、7月期テレビ朝日系木曜ドラマ『六本木クラス』の第9話・第10話で俳優デビュー。
2023年、7月期日本テレビ系土曜ドラマ『最高の教師 1年後、私は生徒に■された』で初めて連続ドラマにレギュラー出演。同年10月16日に所沢文化センターミューズマーキーホールにて上映された短編映画『碧恋のトウループ』で映画初主演。
2024年、3月8日に公開された映画『PLAY!〜勝つとか負けるとかは、どーでもよくて〜』で長編映画初出演。同年4月期のドラマでは日本テレビ系ドラマDEEP『肝臓を奪われた妻』とテレビ東京系ドラマプレミア23『95』に出演し、1クールで2本の連続ドラマにレギュラー出演。

## 人物
- 特技は日本舞踊（女形）、和太鼓、倒立歩行[1]。趣味は筋トレ。
- 工業高校を卒業後、建設現場で監督をしていたが、ジュノン・スーパーボーイ・コンテストでの入賞を機に芸能界へ進んだ。

## 出演

### テレビドラマ
- 六本木クラス 第9話・第10話（2022年9月1日・8日、テレビ朝日） - 古関憲吾 役[3][9]
- silent 第6話（2022年11月10日、フジテレビ） - 園田 役[10]
- 忍者に結婚は難しい 第5話・第6話（2023年2月2日・9日、フジテレビ） - コータ 役[11]
- 最高の教師 1年後、私は生徒に■された（2023年7月15日 - 9月23日、日本テレビ） - 蓬田健斗 役[4][12]
- 闇バイト家族（2024年1月6日 - 3月23日、テレビ東京） - 轟大介 役[13]
- 肝臓を奪われた妻（2024年4月3日 - 6月26日、日本テレビ） - 玉木慎吾 役[7]
- 95（2024年4月8日 - 6月10日、テレビ東京） - 吉田竜次 役[8]
- ひだまりが聴こえる（2024年7月4日 - 9月19日、テレビ東京） - 安田哲（ヤス） 役[14]
- 完全無罪（2024年7月7日 - 8月4日、WOWOW） - 田村彪牙 役[15]
- モンスター 第4話（2024年11月4日、関西テレビ・フジテレビ系） - 神宮寺和也 役[16]
- 御上先生（2025年1月19日 - 3月23日、TBS） - 和久井翔 役[17][18]
- 25時、赤坂で Season2（2025年10月2日〈予定〉 - 、テレビ東京） - 黒木蛍太 役[19]

### 映画
- PLAY!〜勝つとか負けるとかは、どーでもよくて〜（2024年3月8日、ハピネットファントム・スタジオ）[6]

### 短編映画
- 碧恋のトウループ（2023年10月16日、所沢文化センターミューズマーキーホール） - 主演・隼瀬碧羽 役[5]

### ウェブ番組
- 花束とオオカミちゃんには騙されない（2023年3月5日 - 5月21日、ABEMA）[20]
- 最高の生徒 3年後の僕たちは 第7話（2023年9月6日、Tver） - 蓬田健斗 役[21]
- 拝啓、大人になる貴方へ（2023年9月23日・30日、Hulu） - 蓬田健斗 役[22]
- 春になれ!（2024年3月18日配信開始、全8話、BUMP） - 美野原拓実 役[23]
- 御上先生には内緒。 1限目（2025年1月20日、TVer 他） - 和久井翔 役[24]
- TOKYO butterfly NIGHT（2025年4月10日、YouTube 他） - 瀬田真久 役[25]

### ラジオドラマ
- FMシアター ふたりのソナタ（2024年2月3日、NHK-FM）[26]